# Islote Calderón
Die Islote Calderón ist eine Insel vor der Nordküste der Trinity-Halbinsel an der Spitze der Antarktischen Halbinsel. In der Gruppe der Duroch-Inseln liegt sie unmittelbar nordwestlich des Kap Legoupil.
Entdeckt und benannt wurde sie bei der 1. Chilenischen Antarktisexpedition (1947–1948). Namensgeber ist Rafael Calderón S., Aide-de-camp des chilenischen Präsidenten Gabriel González Videla bei dessen Fahrt 1948 in die Antarktis.